# Thomas Turton

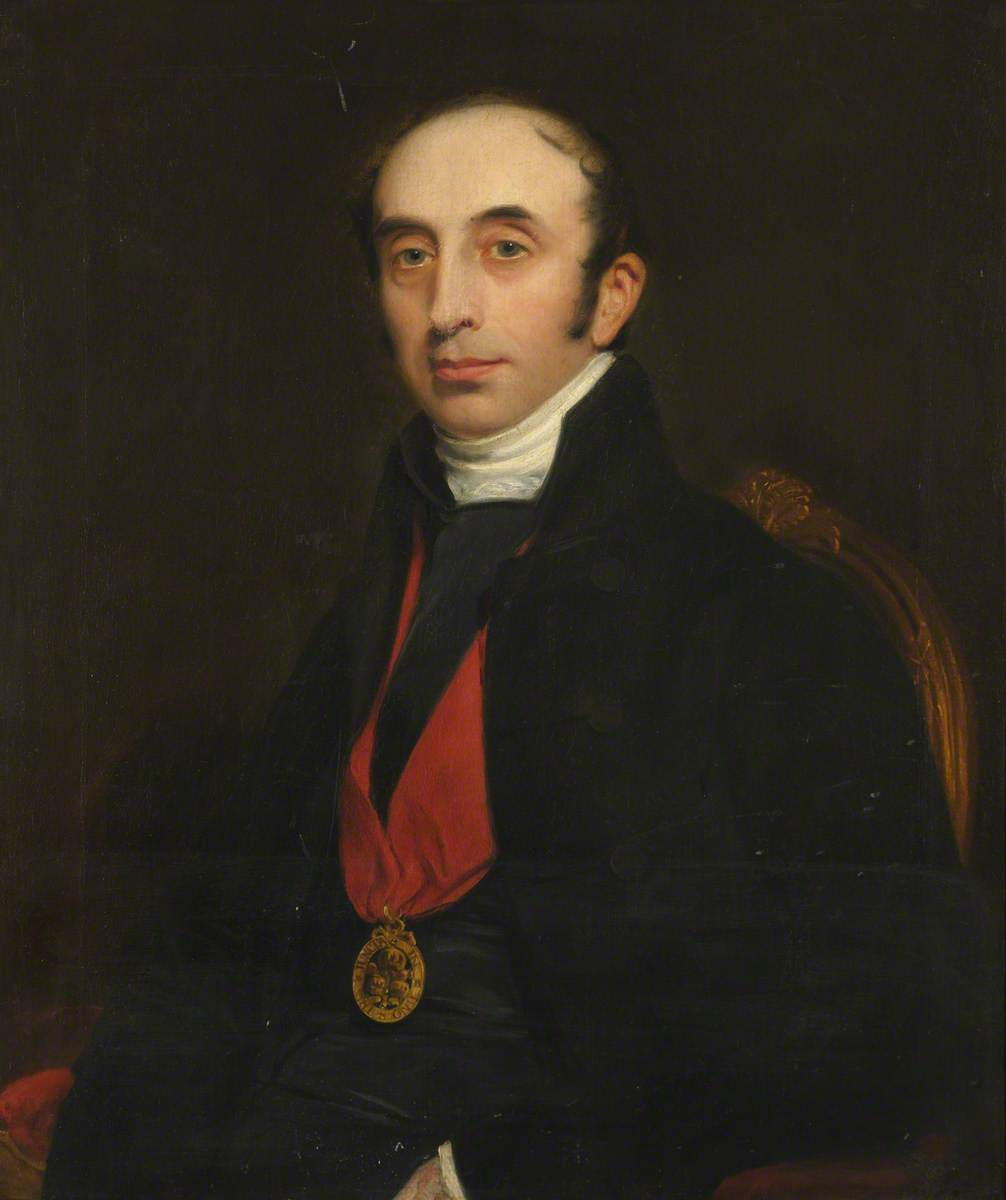
Thomas Turton

Thomas Turton (Hatfield, South Yorkshire, 25 de fevereiro de 1780 – Ely House, Dover Street, Londres, 7 de janeiro de 1864) foi um matemático e religioso inglês, bispo de Ely de 1845 a 1864.

## Vida
Filho de Thomas e Ann Turton de Hatfield, South Yorkshire. Foi admitido no Queens' College (Cambridge) em 1801 mas depois foi para o St Catharine's College (Cambridge) em 1804. Em 1805 graduou-se com um BA como Senior Wrangler e recebeu o Prêmio Smith em 1805. Foi professor lucasiano de 1822 a 1826 e Regius Professor of Divinity de 1827 a 1842. 
Após várias outras nomeações como clérigo, Turton foi Deão de Peterborough de 1830 a 1842, Deão de Westminster de 1842 a 1845 e Bispo de Ely de 1845 a 1864.
Está sepultado no Cemitério de Kensal Green.